# 大門まい子
大門 まい子（おおかど まいこ、1977年8月4日 - ）は、日本の女性総合格闘家。おっさんのリングネームで知られる。三重県出身。総合格闘技闇愚羅所属。

## 来歴
高校時代は柔道を経験。中京女子大学に進学後、レスリング部に所属し、全日本女子学生選手権46kg級4位などの実績を残した。
2002年4月7日、スマックガールでプロデビュー。渡邊久江と対戦し、グラウンド状態での顔面パンチを受け、失格勝ちとなった。
2002年11月9日、JAPAN CUP 2002のライト級（-52kg）トーナメント準決勝でしなしさとこに一本負け。
2003年4月2日、渡邊久江と再戦し、判定負け。
2003年11月10日、JAPAN CUP 2003のライト級（-52kg）トーナメントに出場。決勝で吉住絹代に判定負け。
2004年3月20日、大室奈緒子に判定負け。この試合よりリングネームを愛称でもあった「おっさん」に改めた。
2005年、SMACKGIRLライト級（-52kg）王座次期挑戦者決定トーナメント1回戦で舞に判定勝ち、準決勝で15に判定勝ち、決勝で斎藤"edge"あゆみに判定勝ちで優勝を果たした。
2005年8月17日、SMACKGIRLライト級（-52kg）タイトルマッチで同門の先輩・辻結花に挑戦し、腕ひしぎ十字固めで一本負け。

## 戦績

### 総合格闘技
| 総合格闘技 戦績 | 総合格闘技 戦績 | 総合格闘技 戦績 | 総合格闘技 戦績 | 総合格闘技 戦績 | 総合格闘技 戦績 | 総合格闘技 戦績 |
| --------------- | --------------- | --------------- | --------------- | --------------- | --------------- | --------------- |
| 17 試合         | (T)KO           | 一本            | 判定            | その他          | 引き分け        | 無効試合        |
| 12 勝           | 0               | 6               | 5               | 1               | 0               | 0               |
| 5 敗            | 0               | 2               | 3               | 0               | 0               | 0               |

| 勝敗 | 対戦相手         | 試合結果                                 | 大会名                                                                                      | 開催年月日     |
| ×    | 辻結花           | 2R 2:10 腕ひしぎ十字固め                 | SMACKGIRL 2005 〜Dynamic!!〜 【SMACKGIRLライト級タイトルマッチ】                            | 2005年8月17日  |
| ○    | 斎藤"edge"あゆみ | 5分2R終了 判定3-0                        | SMACKGIRL 2005 〜Road to Dynamic!!〜 【ライト級王座次期挑戦者決定トーナメント 決勝】        | 2005年6月28日  |
| ○    | 15               | 5分2R終了 判定2-1                        | SMACKGIRL 2005 〜Road to Dynamic!!〜 【ライト級王座次期挑戦者決定トーナメント 準決勝】      | 2005年6月28日  |
| ○    | 舞               | 5分2R終了 判定2-1                        | SMACKGIRL 2005 〜COOL FIGHTER LAST STAND〜 【ライト級王座次期挑戦者決定トーナメント 1回戦】 | 2005年4月30日  |
| ○    | 高橋まり         | 2R 2:09 アームロック                     | CROSS SECTION                                                                               | 2004年9月4日   |
| ○    | バッカス羽鳥     | 1R 0:25 腕ひしぎ十字固め                 | SMACKGIRL 2004 〜GO WEST〜                                                                  | 2004年6月19日  |
| ○    | 浜田真里江       | 1R 0:36 腕ひしぎ十字固め                 | SMACKGIRL F 〜5月病をブッ飛ばせ! 夏も近いぞスマックF祭〜                                    | 2004年5月16日  |
| ×    | 大室奈緒子       | 5分2R終了 判定0-3                        | SMACKGIRL F 〜Next Cinderella Tournament 2nd stage & SG-F7〜                                | 2004年3月20日  |
| ×    | 吉住絹代         | 5分2R終了 判定0-3                        | SMACKGIRL Third Season-VII 【JAPAN CUP 2003 ライト級トーナメント 決勝】                     | 2003年11月10日 |
| ○    | 今澤利恵         | 5分2R終了 判定2-1                        | SMACKGIRL Third Season-VII 【JAPAN CUP 2003 ライト級トーナメント 1回戦】                    | 2003年11月10日 |
| ○    | 吉住絹代         | 5分3R終了 判定2-1                        | SMACKGIRL Third Season-VI                                                                   | 2003年8月6日   |
| ×    | 渡邊久江         | 5分3R終了 判定0-3                        | SMACKGIRL Third Season-II                                                                   | 2003年4月2日   |
| ○    | 亜利弥'          | 1R 3:39 ヒールホールド                   | SMACKGIRL Third Season-I                                                                    | 2003年3月3日   |
| ×    | しなしさとこ     | 2R 2:28 ヒールホールド                   | SMACKGIRL "JAPAN CUP 2002 エピソードII" 【ライト級トーナメント 準決勝】                     | 2002年11月9日  |
| ○    | ナナチャンチン   | 1R 0:38 腕ひしぎ十字固め                 | SMACKGIRL "JAPAN CUP 2002 開幕戦"                                                           | 2002年10月5日  |
| ○    | 高橋エリ         | 1R 2:41 腕ひしぎ十字固め                 | SMACKGIRL 〜Dynamic! LAST SUMMER FOREVER in 有明〜                                          | 2002年9月1日   |
| ○    | 渡邊久江         | 1R 2:12 失格（グラウンドでの顔面パンチ） | SMACKGIRL 〜ROYAL SMACK 2002〜                                                              | 2002年4月7日   |

### グラップリング
| 勝敗 | 対戦相手 | 試合結果                 | 大会名 | 開催年月日     |
| ×    | 茂木康子 | 3分2R終了 判定1-2        | SMACKGIRL Third Season-EX 〜GRAPPLER'S holiday〜 【SGGライト級1Dayトーナメント 1回戦】                         | 2003年7月6日   |
| ×    | SAYAKA   | 3R 0:30 腕ひしぎ十字固め | SMACKGIRL "JAPAN CUP 2002 GRAND FINAL 〜The Last Performance of 2002〜" 【SGGミドル級1DAYトーナメント 準決勝】 | 2002年12月29日 |